# 「為了誰」計劃
「為了誰」計劃（日语：「誰かのために」プロジェクト）是AKB48以及姊妹團體（SKE48、NMB48、HKT48、SDN48）自2011年3月24日開始展開的慈善活動。
計劃名是來自AKB48 Team A的公演《Team A 3rd Stage「为了谁」》，由某歌迷的提案所命名。

## 概要
2011年3月11日，發生東北地方太平洋沖地震（東日本大震災）。
AKB48的AKB48劇場亦有遭受破壞、而且研究生中亦有災民（居住宮城縣仙台市的岩田華怜），從“認為理所當然的事情其實認為不是這樣被通知了”，今後一年之間，決定參加震災和面對面活動。
還有「為了誰 -What can I do for someone?-」由配信單曲收費和下載，單曲「Everyday、髮箍」，專輯「就是在這裡」以後發售的全部CD和DVD有一部份收益作為捐款。
2011年3月11日至2012年2月18日的「為了誰」計劃」捐款總額達12.54175973億日元。
2012年4月14日，在宮城球場舉辦的AKB48「『飛翔入手』『風正在吹』全國握手會（東北區）」（日语：「フライングゲット」「風は吹いている」全国握手会活動東北エリア）中，發表捐贈宮城縣、岩手縣、福島縣的東北3縣各10台公共小型巴士「AKBus」。
震災後2年的2013年3月11日前，3月8日18:00（日本時間）開始進行震災復興應援歌曲「掌心語」的免費配信。在11日当日，AKB48團體的成員60人分為10組每組6分別到震區訪問。有時1組到訪多個地方，是首次同時訪問多個地方。
2013年3月12日，本計劃籌集的款項總額突破13億日圓。

### 災區訪問
AKB48及姊妹團體成員截至2013年7月的訪問，除了特別註明外全部都是AKB48成員（所屬團體以訪問當天為準），按五十音排序。
| 回     | 年月日   | 訪問地區                     | 参加成員 |
| 2011年 | 2011年   | 2011年                       | 2011年 |
| ------ | -------- | ---------------------------- | --- |
| 1      | 5月22日  | 岩手縣大槌町、山田町         | 指原莉乃、篠田麻里子、大島優子、柏木由紀、松井玲奈（SKE48）、山本彩（NMB48）                                                                                           |
| 2      | 6月11日  | 岩手縣宮古市田老地区、鴨崎町 | 高橋南、仲谷明香、峯岸南、渡邊麻友、高柳明音（SKE48）、渡邊美優紀（NMB48）                                                                                             |
| 3      | 7月9日   | 宮城縣南三陸町               | 高城亞樹、仲谷明香、板野友美、横山由依、松井珠理奈（SKE48）、山田菜菜（NMB48）                                                                                         |
| 4      | 8月27日  | 宮城縣亘理町、山元町         | 倉持明日香、指原莉乃、高城亜樹、宮澤佐江、須田亞香里（SKE48）、秦佐和子（SKE48）                                                                                       |
| 5      | 9月24日  | 宮城縣氣仙沼市               | 前田敦子、藤江麗奈、柏木由紀、佐藤すみれ、金子栞（SKE48）、木本花音（SKE48）                                                                                           |
| 6      | 10月22日 | 宮城縣石卷市                 | 岩佐美咲、大家志津香、小嶋陽菜、指原莉乃、小木曽汐莉（SKE48）、向田茉夏（SKE48）                                                                                       |
| 7      | 11月13日 | 岩手縣陸前高田市             | 篠田麻里子、前田敦子、仁藤萌乃、藤江麗奈、宮澤佐江、岩田華怜 |
| 8      | 12月25日 | 福島縣南相馬市               | 小嶋陽菜、指原莉乃、柏木由紀、市川美織、永尾瑪利亞、山内鈴蘭 |
| 2012年 |          |                              | |
| 9      | 1月28日  | 宮城縣多賀城市               | 高橋南、秋元才加、松井咲子、峯岸南、大場美奈、島崎遥香 |
| 10     | 2月26日  | 宮城縣塩竈市                 | 多田愛佳、倉持明日香、高城亜樹、峯岸南、河西智美、北原里英、兒玉遥（HKT48）                                                                                            |
| 11     | 3月28日  | 宮城縣名取市                 | 板野友美、横山由依、渡邊麻友、岩田華怜、竹内美宥、仲俣汐里、宮脇咲良（HKT48）                                                                                          |
| 12     | 4月22日  | 岩手縣釜石市                 | 片山陽加、篠田麻里子、前田敦子、前田亜美、加藤玲奈、高橋朱里、松岡菜摘（HKT48）                                                                                        |
| 13     | 5月27日  | 宮城縣女川町                 | 小嶋陽菜、梅田彩佳、柏木由紀、北原里英、增田有華、川榮李奈、菅本裕子（HKT48）                                                                                          |
| 14     | 6月9日   | 岩手縣大船渡市               | 秋元才加、大島優子、田名部生来、野中美鄉、横山由依、田野優花 |
| 15     | 7月15日  | 福島縣磐城市                 | 板野友美、宮澤佐江、河西智美、中村麻里子、小嶋菜月、指原莉乃（HKT48）                                                                                                  |
| 16     | 8月20日  | 福島縣相馬市                 | 峯岸みなみ、佐藤亞美菜、鈴木紫帆里、渡辺麻友、名取稚菜、森川彩香 |
| 17     | 9月15日  | 岩手縣田野畑村               | 高橋みなみ、仲川遥香、中田千智、松原夏海、北原里英、小森美果 |
| 18     | 10月8日  | 宮城縣石卷市牡鹿地区         | 秋元才加、梅田彩佳、大島優子、阿部瑪利亞、島田晴香、武藤十夢 |
| 19     | 11月24日 | 福島縣新地町                 | 岩田華怜、大島涼花、菊地彩香、高橋朱里、仁藤萌乃、横山由依、田島芽瑠（HKT48）                                                                                          |
| 20     | 12月15日 | 福島縣郡山市                 | 板野友美、近野莉菜、永尾瑪利亞、藤田奈那、大場美奈、峯岸みなみ、穴井千尋（HKT48）                                                                                      |
| 2013年 |          |                              | |
| 21     | 1月13日  | 宮城縣七濱町                 | 伊豆田莉奈、川榮李奈、篠田麻里子、松井咲子、島崎遥香、藤江れいな |
| 22     | 2月17日  | 宮城縣東松島市、岩沼市       | 入山杏奈、小林茉里奈、北原里英、岩佐美咲、小嶋陽菜、古畑奈和（SKE48）                                                                                                  |
| 23     | 3月11日  | 岩手縣山田町                 | 川栄李奈、高橋朱里、横山由依（NMB48兼任）、大家志津香、名取稚菜、松井玲奈（SKE48）                                                                                     |
| 23     | 3月11日  | 岩手縣大槌町                 | 菊地彩香、内田眞由美、大島優子、倉持明日香、武藤十夢、竹内美宥 |
| 23     | 3月11日  | 岩手縣釜石市                 | 高橋南、仁藤萌乃、梅田彩佳、田名部生来、仲川遥香（JKT48）、鈴木瑪莉亞（SNH48）                                                                                         |
| 23     | 3月11日  | 岩手縣陸前高田市             | 入山杏奈、篠田麻里子、秋元才加、阿部瑪利亞、前田亞美、野中美鄉 |
| 23     | 3月11日  | 宮城縣氣仙沼市               | 佐藤堇、鈴木紫帆里、柏木由紀、片山陽加、山本彩（NMB48）、多田愛佳（HKT48）                                                                                             |
| 23     | 3月11日  | 宮城縣女川町                 | 渡邊麻友、岩佐美咲、小嶋菜月、島崎遥香、藤江麗奈、兒玉遥（HKT48） |
| 23     | 3月11日  | 宮城縣多賀城市               | 岩田華怜、大島涼花、小林香菜、小嶋陽菜、小森美果、指原莉乃（HKT48） |
| 23     | 3月11日  | 宮城縣亘理町                 | 田野優花、中塚智実、松井咲子、永尾瑪利亞、松井珠理奈（SKE48兼任）、高城亞樹（JKT48）                                                                                   |
| 23     | 3月11日  | 福島縣南相馬市               | 北原里英（SKE48兼任）、宮崎美穂、大場美奈、山内鈴蘭、渡邊美優紀（NMB48兼任）、峯岸南                                                                                   |
| 23     | 3月11日  | 福島縣磐城市                 | 河西智美、板野友美、佐藤亞美菜、島田晴香、加藤玲奈、宮澤佐江（SNH48）                                                                                                  |
| 24     | 4月13日  | 福島縣二本松市               | 河西智美、石田晴香、柏木由紀、加藤玲奈、名取稚菜、山内鈴蘭 |
| 25     | 5月19日  | 岩手縣宮古市                 | 小林茉里奈、渡邊麻友、秋元才加、松原夏海、梅田彩佳、小森美果、朝長美櫻（HKT48）                                                                                        |
| 26     | 6月22日  | 宮城縣松島町                 | 川栄李奈、菊地あやか、田野優花、北原里英、岩佐美咲、大場美奈（SKE48兼任）                                                                                              |
| 27     | 7月29日  | 岩手縣久慈市                 | 田野優花、阿部マリア、板野友美、永尾まりや、島崎遥香、島田晴香 |
| 28     | 8月31日  | 福島縣会津若松市             | 菊地あやか、高橋みなみ、北原里英、近野莉菜、加藤玲奈、小嶋菜月 |
| 29     | 9月14日  | 岩手縣山田町                 | 入山杏奈、高橋朱里、阿部マリア、名取稚菜、松井玲奈（SKE48）、松村香織（SKE48）                                                                                         |
| 30     | 10月6日  | 福島縣南相馬市               | 岩田華怜、北原里英、梅田彩佳、高城亜樹（JKT48兼任）、岡田奈々、小嶋真子、西野未姫                                                                                      |
| 31     | 11月9日  | 宮城縣氣仙沼市気仙沼大島     | 伊豆田莉奈、大島涼花、佐佐木優佳里、森川彩香、横山由依、渡邊麻友 |
| 32     | 12月22日 | 宮城縣仙台市                 | 岩田華怜、佐藤すみれ、市川美織、大場美奈、柏木由紀、島崎遥香 |
| 2014年 |          |                              | |
| 33     | 1月11日  | 宮城縣岩沼市                 | 川栄李奈、高橋みなみ、田野優花、相笠萌、篠崎彩奈、峯岸みなみ |
| 34     | 2月9日   | 岩手縣大船渡市 、陸前高田市  | 入山杏奈、柏木由紀、島崎遥香、岩立沙穂、小嶋真子、村山彩希 |
| 35     | 3月11日  | 岩手縣宮古市                 | 渡邊麻友、柏木由紀、小嶋真子、入山杏奈、峯岸南、大場美奈、倉持明日香、加藤玲奈、藤江麗奈、市川美織、松村香織、木﨑由里亞、白間美瑠、山田菜菜、兒玉遥、宮脇咲良         |
| 35     | 3月11日  | 宮城縣石巻市                 | 大島優子、川栄李奈、梅田彩佳、永尾瑪利亞、菊地彩香、武藤十夢、田野優花、前田亜美、岩田華怜、松井珠理奈、高柳明音、須田亜香里、渡邊美優紀、上西恵、多田愛佳、穴井千尋   |
| 35     | 3月11日  | 福島縣相馬市                 | 島崎遥香、小嶋陽菜、横山由依、高城亜樹、北原里英、高橋朱里、山内鈴蘭、佐藤すみれ、中村麻里子、松井玲奈、木本花音、古畑奈和、山本彩、矢倉楓子、指原莉乃、森保まどか     |
| 36     | 4月20日  | 岩手縣三陸鐵道 釜石駅→盛駅   | 相笠萌、小嶋真子、北原里英、田野優花、大島涼花、渡邊麻友 |
| 37     | 5月18日  | 宮城縣石巻市                 | 横山由依、大家志津香、大和田南那、峯岸南、向井地美音、茂木忍 |
| 38     | 6月28日  | 岩手縣山田町                 | 相笠萌、阿部瑪利亞、北原里英、高柳明音、松井玲奈、松村香織 |
| 39     | 7月28日  | 宮城縣気仙沼市大島           | 伊豆田莉奈、大家志津香、大和田南那、川本紗矢、平田梨奈、渡邊麻友 |
| 40     | 8月24日  | 宮城縣石巻市牡鹿             | 小嶋菜月、中西智代梨、田野優花、内山奈月、小笠原茉由、竹内美宥 |
| 41     | 9月21日  | 福島縣磐城市                 | 小嶋真子、大森美優、岡田奈奈、木崎由里亞、佐佐木優佳里、西野未姫、舞木香純                                                                                             |
| 42     | 10月23日 | 新潟縣小千谷市               | 小嶋陽菜、島崎遥香、高橋みなみ、武藤十夢、大島涼花、大和田南那、川本紗矢、高橋朱里、渡辺麻友、岡田奈々、加藤玲奈、木﨑ゆりあ、西野未姫、峯岸みなみ、向井地美音、佐藤栞 |
| 43     | 11月30日 | 宮城縣山元町                 | 岩田華怜、横山由依、川本紗矢、峯岸みなみ、向井地美音、村山彩希 |
| 44     | 12月21日 | 福島縣郡山市                 | 谷口惠、中西智代梨、武藤十夢、田野優花、田名部生来、渡辺麻友 |
| 2015年 |          |                              | |
| 45     | 1月15日  | 兵庫縣神戸市                 | 横山由依、柏木由紀（NMB48兼任）、永野芹佳、山田菜々美、城恵理子（NMB48）、森田彩花（NMB48）                                                                            |
| 46     | 2月21日  | 宮城縣七ヶ浜町、多賀城市     | 高橋朱里、小嶋真子、大和田南那、木﨑ゆりあ、向井地美音、佐藤朱 |
| 47     | 3月11日  | 岩手縣宮古市                 | 北原里英、山本彩（NMB48兼任）、横山由依、川本紗矢、朝長美桜（HKT48兼任）、込山榛香、横山結衣、松村香織（SKE48）                                                        |
| 47     | 3月11日  | 岩手縣釜石市                 | 高橋みなみ、武藤十夢、岡田奈々、加藤玲奈、佐藤七海、須田亜香里（SKE48）、上西恵（NMB48）、多田愛佳（HKT48）                                                            |
| 47     | 3月11日  | 宮城縣南三陸町               | 大島涼花、柏木由紀（NMB48兼任）、高城亜樹、村山彩希、谷川聖、宮澤佐江（SKE48）、白間美瑠（NMB48）、森保まどか（HKT48）                                                 |
| 47     | 3月11日  | 宮城縣石巻市                 | 岩田華怜、島崎遥香、岩立沙穂、渋谷凪咲（NMB48兼任）、西野未姫、佐藤朱、高柳明音（SKE48）、指原莉乃（HKT48）                                                            |
| 47     | 3月11日  | 福島縣相馬市                 | 小嶋陽菜、梅田綾乃、小笠原茉由、高橋朱里、早坂つむぎ、松井玲奈（SKE48）、渡辺美優紀（NMB48）、松岡菜摘（HKT48）                                                        |
| 47     | 3月11日  | 福島縣南相馬市               | 宮脇咲良（HKT48兼任）、矢倉楓子（NMB48兼任）、小嶋真子、永尾まりや、松井珠理奈（SKE48兼任）、大和田南那、倉持明日香、舞木香純                                          |
| 48     | 4月26日  | 福島縣いわき市               | 市川愛美、北原里英、大家志津香、福岡聖菜、佐藤朱、舞木香純 |
| 49     | 5月24日  | 岩手縣山田町                 | 岩田華怜、阿部マリア、名取稚菜、込山榛香、西野未姫、峯岸みなみ、佐藤七海                                                                                               |
| 50     | 6月21日  | 宮城縣女川町                 | 武藤十夢、北原里英、横山由依、大島涼花、大和田南那、川本紗矢 |

## 備註
1. ↑  誰かのためにプロジェクトファンが決めてくれました。 （页面存档备份，存于） - 戸賀崎智信Twitter 2011年3月24日
2. ↑  震災發生当時。2011年4月上京，2012年3月24日昇格為正規成員。
3. ↑  「誰かのために」プロジェクト （页面存档备份，存于） - AKB48官方網站
4. ↑  AKB48、東北・仙台市で握手会イベントを開催! （页面存档备份，存于） CDJournal.com 2012年4月16日付記事
5. ↑  AKB、「掌が語ること」無料世界配信で復興支援! （页面存档备份，存于） スポーツ報知 2013年3月1日配信、同日閲覧。
6. ↑  .   [2012年6月9日]. （原始内容存档于2016年5月27日）.
7. ↑  .   [2012年6月9日]. （原始内容存档于2016年6月3日）.
8. ↑  被災地支援活動ー岩手県、大船渡市 （页面存档备份，存于）（AKB48 オフィシャルブログ、2012年6月10日）
9. ↑  体調不良のためミニライブには不参加

## 外部連結
- AKB48プロジェクト義援金 - AKB48官方網站
- 「誰かのために」プロジェクト （页面存档备份，存于） - AKB48官方網站